# Skilanglauf-Nor-Am-Cup 2018/19
Der Skilanglauf-Nor-Am-Cup 2018/19 war eine von der FIS organisierte Wettkampfserie, die zum Unterbau des Skilanglauf-Weltcups 2018/19 gehörte. Er begann am 8. Dezember 2018 in Vernon und endete mit den Kanadischen Meisterschaften im Skilanglauf 2019 am 19. März 2019 in Gatineau. Die Gesamtwertung der Männer gewann Philippe Boucher und bei den Frauen Katherine Stewart-Jones.

## Männer

### Resultate
| 1. Nor-Am-Cup in Vernon, 8. und 9. Dezember 2018 | 1. Nor-Am-Cup in Vernon, 8. und 9. Dezember 2018 | 1. Nor-Am-Cup in Vernon, 8. und 9. Dezember 2018 | 1. Nor-Am-Cup in Vernon, 8. und 9. Dezember 2018 | 1. Nor-Am-Cup in Vernon, 8. und 9. Dezember 2018 |
| ------------------------------------------------ | ------------------------------------------------ | ------------------------------------------------ | ------------------------------------------------ | ------------------------------------------------ |
| Datum                                            | Disziplin                                        | Erster Platz                                     | Zweiter Platz                                    | Dritter Platz                                    |
| 8. Dezember 2018                                 | Sprint Freistil                                  | Andrew Newell                                    | Antoine Briand                                   | Benjamin Saxton                                  |
| 9. Dezember 2018                                 | 15 km klassisch                                  | Kyle Bratrud                                     | Benjamin Lustgarten                              | Ricardo Izquierdo-Bernier                        |

| 2. Nor-Am-Cup in Canmore, 13. bis 16. Dezember 2018 | 2. Nor-Am-Cup in Canmore, 13. bis 16. Dezember 2018 | 2. Nor-Am-Cup in Canmore, 13. bis 16. Dezember 2018 | 2. Nor-Am-Cup in Canmore, 13. bis 16. Dezember 2018 | 2. Nor-Am-Cup in Canmore, 13. bis 16. Dezember 2018 |
| --------------------------------------------------- | --------------------------------------------------- | --------------------------------------------------- | --------------------------------------------------- | --------------------------------------------------- |
| Datum                                               | Disziplin                                           | Erster Platz                                        | Zweiter Platz                                       | Dritter Platz                                       |
| 13. Dezember 2018                                   | Sprint klassisch                                    | Bob Thompson                                        | Angus Foster                                        | Julien Locke                                        |
| 15. Dezember 2018                                   | 15 km Freistil                                      | Russell Kennedy                                     | Evan Palmer-Charrette                               | Alexis Dumas                                        |
| 16. Dezember 2018                                   | 30 km klassisch Mst.                                | Bob Thompson                                        | Jack Caryle                                         | Russell Kennedy                                     |

| 3. Nor-Am-Cup in Sherbrooke, 18. bis 20. Januar 2019 | 3. Nor-Am-Cup in Sherbrooke, 18. bis 20. Januar 2019 | 3. Nor-Am-Cup in Sherbrooke, 18. bis 20. Januar 2019 | 3. Nor-Am-Cup in Sherbrooke, 18. bis 20. Januar 2019 | 3. Nor-Am-Cup in Sherbrooke, 18. bis 20. Januar 2019 |
| ---------------------------------------------------- | ---------------------------------------------------- | ---------------------------------------------------- | ---------------------------------------------------- | ---------------------------------------------------- |
| Datum                                                | Disziplin                                            | Erster Platz                                         | Zweiter Platz                                        | Dritter Platz                                        |
| 18. Januar 2019                                      | Sprint Freistil                                      | Evan Palmer-Charrette                                | Julien Locke                                         | Russell Kennedy                                      |
| 19. Januar 2019                                      | 15 km klassisch                                      | Scott James Hill                                     | Russell Kennedy                                      | Graham Nishikawa                                     |
| 20. Januar 2019                                      | 30 km Freistil Mst                                   | Russell Kennedy                                      | Scott James Hill                                     | Evan Palmer-Charrette                                |

| 4. Nor-Am-Cup in Duntroon, 1. bis 3. Februar 2019 | 4. Nor-Am-Cup in Duntroon, 1. bis 3. Februar 2019 | 4. Nor-Am-Cup in Duntroon, 1. bis 3. Februar 2019 | 4. Nor-Am-Cup in Duntroon, 1. bis 3. Februar 2019 | 4. Nor-Am-Cup in Duntroon, 1. bis 3. Februar 2019 |
| ------------------------------------------------- | ------------------------------------------------- | ------------------------------------------------- | ------------------------------------------------- | ------------------------------------------------- |
| Datum                                             | Disziplin                                         | Erster Platz                                      | Zweiter Platz                                     | Dritter Platz                                     |
| 1. Februar 2019                                   | Sprint klassisch                                  | Julien Locke                                      | Dominique Moncion-Groulx                          | Antoine Briand                                    |
| 2. Februar 2019                                   | 10 km klassisch                                   | Alexis Dumas                                      | Andy Shields                                      | Philippe Boucher                                  |
| 3. Februar 2019                                   | 15 km Freistil Verfolgung                         | Alexis Dumas                                      | Andy Shields                                      | Philippe Boucher                                  |
| 3. Februar 2019                                   | 15 km Freistil Verfolgung (schnellste Zeit)       | Jack Caryle                                       | Philippe Boucher                                  | Andy Shields                                      |

| 5. Nor-Am-Cup und Kanadische Meisterschaften in Gatineau, 13. bis 19. März 2019 | 5. Nor-Am-Cup und Kanadische Meisterschaften in Gatineau, 13. bis 19. März 2019 | 5. Nor-Am-Cup und Kanadische Meisterschaften in Gatineau, 13. bis 19. März 2019 | 5. Nor-Am-Cup und Kanadische Meisterschaften in Gatineau, 13. bis 19. März 2019 | 5. Nor-Am-Cup und Kanadische Meisterschaften in Gatineau, 13. bis 19. März 2019 |
| ------------------------------------------------------------------------------- | ------------------------------------------------------------------------------- | ------------------------------------------------------------------------------- | ------------------------------------------------------------------------------- | ------------------------------------------------------------------------------- |
| Datum                                                                           | Disziplin                                                                       | Erster Platz                                                                    | Zweiter Platz                                                                   | Dritter Platz                                                                   |
| 13. März 2019                                                                   | 10 km klassisch                                                                 | Len Väljas                                                                      | Rémi Drolet                                                                     | Bob Thompson                                                                    |
| 14. März 2019                                                                   | 15 km Freistil Verfolgung                                                       | Len Väljas                                                                      | Rémi Drolet                                                                     | Alexis Dumas                                                                    |
| 14. März 2019                                                                   | 15 km Freistil Verfolgung (schnellste Zeit)                                     | Philippe Boucher                                                                | Alexis Dumas                                                                    | Rémi Drolet                                                                     |
| 16. März 2019                                                                   | Sprint Freistil                                                                 | Håkon Skaanes                                                                   | Antoine Briand                                                                  | Julien Locke                                                                    |
| 19. März 2019                                                                   | 50 km klassisch Mst.                                                            | Samuel Gary Hendry                                                              | Ty Godfrey                                                                      | Dominique Moncion-Groulx                                                        |

### Gesamtwertung Männer
| Rang | Name                     | Punkte |
| ---- | ------------------------ | ------ |
| 01   | Philippe Boucher         | 593    |
| 02   | Alexis Dumas             | 559    |
| 03   | Julien Locke             | 524    |
| 04   | Russell Kennedy          | 519    |
| 05   | Evan Palmer-Charrette    | 455    |
| 06   | Jack Caryle              | 452    |
| 07   | Andy Shields             | 431    |
| 08   | Antoine Briand           | 427    |
| 09   | Dominique Moncion-Groulx | 401    |
| 010. | Bob Thompson             | 389    |

| Rang | Name                        | Punkte |
| ---- | --------------------------- | ------ |
| 011. | Antoine Cyr                 | 308    |
| 012. | Oliver Hamel                | 307    |
| 013. | Len Väljas                  | 295    |
| 014. | Angus Foster                | 263    |
| 015. | Samuel Gary Hendry          | 262    |
| 016. | Reed Godfrey                | 253    |
| 017. | Rémi Drolet                 | 250    |
| 018. | Graham Ritchie              | 224    |
| 019. | Sebastian Böhmler-Dandurand | 220    |
| 020. | Gareth Williams             | 213    |

| Rang | Name                     | Punkte |
| ---- | ------------------------ | ------ |
| 021. | Ricardo Izquirdo-Bernier | 191    |
| 022. | Julian Smith             | 183    |
| 023. | Scott James Hill         | 180    |
| 024. | Ty Godfrey               | 166    |
| 025. | Pierre Grall-Johnson     | 146    |
| 026. | Andrew Newell            | 145    |
| 027. | Étienne Hébert           | 143    |
| 028. | Aidan Kirkham            | 142    |
| 029. | Levi Nadlersmith         | 138    |
| 030. | Antoine Blais            | 121    |

## Frauen

### Resultate
| 1. Nor-Am-Cup in Vernon, 8. und 9. Dezember 2018 | 1. Nor-Am-Cup in Vernon, 8. und 9. Dezember 2018 | 1. Nor-Am-Cup in Vernon, 8. und 9. Dezember 2018 | 1. Nor-Am-Cup in Vernon, 8. und 9. Dezember 2018 | 1. Nor-Am-Cup in Vernon, 8. und 9. Dezember 2018 |
| ------------------------------------------------ | ------------------------------------------------ | ------------------------------------------------ | ------------------------------------------------ | ------------------------------------------------ |
| Datum                                            | Disziplin                                        | Erster Platz                                     | Zweiter Platz                                    | Dritter Platz                                    |
| 8. Dezember 2018                                 | Sprint Freistil                                  | Julia Kern                                       | Dahria Beatty                                    | Lauren Jortberg                                  |
| 9. Dezember 2018                                 | 10 km klassisch                                  | Katherine Stewart-Jones                          | Rebecca Rorabaugh                                | Julia Kern                                       |

| 2. Nor-Am-Cup in Canmore, 13. bis 16. Dezember 2018 | 2. Nor-Am-Cup in Canmore, 13. bis 16. Dezember 2018 | 2. Nor-Am-Cup in Canmore, 13. bis 16. Dezember 2018 | 2. Nor-Am-Cup in Canmore, 13. bis 16. Dezember 2018 | 2. Nor-Am-Cup in Canmore, 13. bis 16. Dezember 2018 |
| --------------------------------------------------- | --------------------------------------------------- | --------------------------------------------------- | --------------------------------------------------- | --------------------------------------------------- |
| Datum                                               | Disziplin                                           | Erster Platz                                        | Zweiter Platz                                       | Dritter Platz                                       |
| 13. Dezember 2018                                   | Sprint klassisch                                    | Dahria Beatty                                       | Katherine Stewart-Jones                             | Maya MacIsaac-Jones                                 |
| 15. Dezember 2018                                   | 10 km Freistil                                      | Dahria Beatty                                       | Katherine Stewart-Jones                             | Frederique Vezina                                   |
| 16. Dezember 2018                                   | 15 km klassisch Mst.                                | Dahria Beatty                                       | Katherine Stewart-Jones                             | Hannah Mehain                                       |

| 3. Nor-Am-Cup in Sherbrooke, 18. bis 20. Januar 2019 | 3. Nor-Am-Cup in Sherbrooke, 18. bis 20. Januar 2019 | 3. Nor-Am-Cup in Sherbrooke, 18. bis 20. Januar 2019 | 3. Nor-Am-Cup in Sherbrooke, 18. bis 20. Januar 2019 | 3. Nor-Am-Cup in Sherbrooke, 18. bis 20. Januar 2019 |
| ---------------------------------------------------- | ---------------------------------------------------- | ---------------------------------------------------- | ---------------------------------------------------- | ---------------------------------------------------- |
| Datum                                                | Disziplin                                            | Erster Platz                                         | Zweiter Platz                                        | Dritter Platz                                        |
| 18. Januar 2019                                      | Sprint Freistil                                      | Maya MacIsaac-Jones                                  | Katherine Stewart-Jones                              | Laura Leclair                                        |
| 19. Januar 2019                                      | 10 km klassisch                                      | Katherine Stewart-Jones                              | Cendrine Browne                                      | Zoe Williams                                         |
| 20. Januar 2019                                      | 20 km Freistil Mst.                                  | Katherine Stewart-Jones                              | Cendrine Browne                                      | Zoe Williams                                         |

| 4. Nor-Am-Cup in Duntroon, 1. bis 3. Februar 2019 | 4. Nor-Am-Cup in Duntroon, 1. bis 3. Februar 2019 | 4. Nor-Am-Cup in Duntroon, 1. bis 3. Februar 2019 | 4. Nor-Am-Cup in Duntroon, 1. bis 3. Februar 2019 | 4. Nor-Am-Cup in Duntroon, 1. bis 3. Februar 2019 |
| ------------------------------------------------- | ------------------------------------------------- | ------------------------------------------------- | ------------------------------------------------- | ------------------------------------------------- |
| Datum                                             | Disziplin                                         | Erster Platz                                      | Zweiter Platz                                     | Dritter Platz                                     |
| 1. Februar 2019                                   | Sprint klassisch                                  | Zoe Williams                                      | Laura Leclair                                     | Mia Serratore                                     |
| 2. Februar 2019                                   | 10 km klassisch                                   | Zoe Williams                                      | Mia Serratore                                     | Laura Leclair                                     |
| 3. Februar 2019                                   | 15 km Freistil Verfolgung                         | Zoe Williams                                      | Mia Serratore                                     | Laura Leclair                                     |
| 3. Februar 2019                                   | 15 km Freistil Verfolgung (schnellste Zeit)       | Laura Leclair                                     | Zoe Williams                                      | Annika Richardson                                 |

| 5. Nor-Am-Cup und Kanadische Meisterschaften in Gatineau, 13. bis 19. März 2019 | 5. Nor-Am-Cup und Kanadische Meisterschaften in Gatineau, 13. bis 19. März 2019 | 5. Nor-Am-Cup und Kanadische Meisterschaften in Gatineau, 13. bis 19. März 2019 | 5. Nor-Am-Cup und Kanadische Meisterschaften in Gatineau, 13. bis 19. März 2019 | 5. Nor-Am-Cup und Kanadische Meisterschaften in Gatineau, 13. bis 19. März 2019 |
| ------------------------------------------------------------------------------- | ------------------------------------------------------------------------------- | ------------------------------------------------------------------------------- | ------------------------------------------------------------------------------- | ------------------------------------------------------------------------------- |
| Datum                                                                           | Disziplin                                                                       | Erster Platz                                                                    | Zweiter Platz                                                                   | Dritter Platz                                                                   |
| 13. März 2019                                                                   | 10 km klassisch                                                                 | Emily Nishikawa                                                                 | Dahria Beatty                                                                   | Katherine Stewart-Jones                                                         |
| 14. März 2019                                                                   | 15 km Freistil Verfolgung                                                       | Dahria Beatty                                                                   | Emily Nishikawa                                                                 | Katherine Stewart-Jones                                                         |
| 14. März 2019                                                                   | 15 km Freistil Verfolgung (schnellste Zeit)                                     | Dahria Beatty                                                                   | Katherine Stewart-Jones                                                         | Emily Nishikawa                                                                 |
| 16. März 2019                                                                   | Sprint Freistil                                                                 | Maya MacIsaac-Jones                                                             | Dahria Beatty                                                                   | Katherine Stewart-Jones                                                         |
| 19. März 2019                                                                   | 30 km klassisch Mst.                                                            | Alannah MacLean                                                                 | Andree-Anne Theberge                                                            | Gina Cinelli                                                                    |

### Gesamtwertung Frauen
| Rang | Name                    | Punkte |
| ---- | ----------------------- | ------ |
| 01   | Katherine Stewart-Jones | 820    |
| 02   | Dahria Beatty           | 785    |
| 03   | Zoe Williams            | 614    |
| 04   | Laura Leclair           | 547    |
| 05   | Maya MacIsaac-Jones     | 441    |
| 06   | Annika Richardson       | 419    |
| 07   | Cendrine Browne         | 410    |
| 08   | Alannah MacLean         | 398    |
| 09   | Frederique Vezina       | 385    |
| 010  | Mia Serratore           | 357    |
| 011  | Sadie White             | 285    |

| Rang | Name                 | Punkte |
| ---- | -------------------- | ------ |
| 012. | Katherine Weaver     | 267    |
| 013. | Hannah Mehain        | 246    |
| 014. | Emily Nishikawa      | 240    |
| 015. | Laurence Dumais      | 224    |
| 016. | Marie Corriveau      | 223    |
| 017. | Tove Halvorsen       | 207    |
| 018. | Erin Yungblut        | 187    |
| 019. | Andree-Anne Theberge | 185    |
| 020. | Natalie Hynes        | 182    |
| 021. | Hannah Shields       | 175    |
| 022. | Julia Kern           | 160    |

| Rang | Name                  | Punkte |
| ---- | --------------------- | ------ |
| 023. | Alexandra Racine      | 155    |
| 024. | Lauren Jortberg       | 146    |
| 024. | Shaylynn Loewen       | 146    |
| 026. | Gina Cinelli          | 142    |
| 027. | Liliane Gagnon        | 126    |
| 028. | Anne-Marie Petitclerc | 125    |
| 029. | Madison Morgan        | 117    |
| 030. | Freya Charlotte Hik   | 116    |
| 030. | Rebecca Rorabaugh     | 116    |